# 13188 Okinawa
13188 Okinawa este un asteroid din centura principală de asteroizi.

## Descriere
13188 Okinawa este un asteroid din centura principală de asteroizi. A fost descoperit pe 3 ianuarie 1997 la Chichibu de Naoto Satō. Asteroidul prezintă o orbită caracterizată de o semiaxă mare de 2,19 ua, o excentricitate de 0,09 și o înclinație de 1,9° în raport cu ecliptica.